# Walter Ramme
Walter Ramme (ur. 28 stycznia 1895 w Glentorf, zm. ?) – niemiecki pływak, uczestnik Letnich Igrzysk 1912 w Sztokholmie.
Na igrzyskach w 1912 roku zajął 5. miejsce w wyścigu na 100 metrów stylem dowolnym.